# 戸部良祐
戸部 良祐（とべ りょうすけ、1875年7月6日 - 1934年12月19日）は、日本の実業家・政治家。衆議院議員（1期）。

## 経歴
石川県出身。1900年、陸軍教導団歩兵科卒。のちに明治法律学校で学ぶ。日露戦争に従軍し、帰国後は小学校訓導、石川県立第二中学校(現・石川県立金沢錦丘中学校・高等学校)助教諭心得、第四高等学校助教授となり、区長、七尾町助役、鹿島郡会議員、七尾町議、石川県議となる。また、能登部銀行監査役、七尾無尽(株)取締役社長、能登藁工品同業組合、鹿島郡蚕糸同業組合各組合長を務めた。
1930年の第17回衆議院議員総選挙において石川2区から立憲民政党公認で立候補して当選し、衆議院議員を1期務めた。1932年の第18回衆議院議員総選挙に立候補したが辞退したため石川2区は無投票当選で決まった。1934年死去。